# Крејгсвил (Вирџинија)
Крејгсвил (енгл. Craigsville) град је у америчкој савезној држави Вирџинија. По попису становништва из 2010. у њему је живело 923 становника.

## Демографија
Према попису становништва из 2010. у граду је живело 923 становника, што је 56 (5,7%) становника мање него 2000. године.
| Група             | 2000.       | 2010.       |
| Белци             | 945 (96,5%) | 897 (97,2%) |
| Афроамериканци    | 17 (1,7%)   | 16 (1,7%)   |
| Азијати           | 0 (0,0%)    | 0 (0,0%)    |
| Хиспаноамериканци | 4 (0,4%)    | 5 (0,5%)    |
| Укупно            | 979         | 923         |